# U-210号潜艇
U-210号（德語：U 210）是纳粹德国战争海军建造的568艘VII-C型潜艇（或称U艇）之一。它由基尔的日耳曼尼亚船厂承建，于1941年12月23日下水，至1942年2月21日交付使用。第二次世界大战期间，该艇仅执行过一次作战巡逻，尚未及取得任何战功，便于1942年8月6日在法韦尔角以南的北大西洋遭加拿大驱逐舰阿希尼伯恩号以深水炸弹、火炮和冲撞击沉，造成艇内6名官兵阵亡、37人被俘。

## 设计
VII-C型是VII级潜艇的第三次、也是最有价值的改进型。它搭载了被称为“S装置”的新式主动声呐系统，为了容纳这种新设备，VII-C型的艇体尺寸有所增加，并重新设计了压载水舱，在其两侧各增加了一个可提供储备浮力的小型浮舱，有利于潜艇完成快速下潜。U-210号的全长为67.10米，舷宽6.20米、并有4.74米的吃水深度，水上和水下排水量分别为769吨和871吨。该艇采用双轴设计，具有两副直径为1.23米的三叶螺旋桨。在机械系统方面，VII-C型艇也得到了升级：通过艇上配备的燃油过滤系统，柴油机润滑系统的使用受命得以延长，也为不同润滑剂在艇上机械设备上混合使用留足了余地。原先前型艇用于发射鱼雷和主压载舱吹除操作的电动空气压缩机则改为容克斯的柴动压缩机，从而减小了对艇上电气系统的依赖；此外，该型艇还装配了更为现代化的电力转换系统。动力由两台日耳曼尼亚生产的F46型六缸四冲程1,400匹公制馬力（1,000千瓦特）机械增压柴油机用于水面运行，以及两台AEG提供的GU 460/8-276型375匹公制馬力（280千瓦特）双作用电动发电机用于水下航行；水面最高航速17.7節（32.8每小時），水下7.6節（14.1每小時）；能够在水面以10節（19每小時）航速续航8,500海里（15,700），或以4節（7.4每小時）连续在水下航行80海里（150）而无需充电。
武器装备方面，U-210号装备有五具内置式鱼雷发射管——艇艏四具、艇艉一具。其艇艉的鱼雷发射管设计在耐压壳体内部、两片舵之间，鱼雷可以由此向外发射。在轮机舱甲板下方还配备了用于艇艉的鱼雷装填系统，耐压壳体与甲板室之间一前一后还设计有外置鱼雷贮存装置，因此U-210号可携带14枚G7型鱼雷。但不同于其它批次的C型艇，该艇不设水雷贮存及布设装置。此外，它还搭载有一门配备220发弹药的88毫米35式速射炮以及一门配备1,195发弹药20毫米30式高射炮作为甲板炮。其标准船员编制为4名军官及40－56名水兵。

## 历史
1939年10月16日，海军造舰局将U-210号的建造合同发包予基尔的日耳曼尼亚船厂，并自1941年3月15日开始铺设龙骨，建造序列为639。经过逾九个月的建造，它于1941年12月23日下水，至1942年10月11日在首度担任艇长的海军上尉鲁道夫·莱姆克的指挥下交付使用。完成海试后，该艇加入驻基尔的第5潜艇区舰队，先是在波罗的海进行战备训练，进而于1942年8月作为前线艇换编至驻德占法国布雷斯特的第9潜艇区舰队。与当时大多数德国U艇一样，它在瞭望塔上漆有艇徽：一只黑色的螯龙虾的图案。
完成战备训练后，莱姆克率U-210号于1942年7月18日从基尔起航执行首次巡逻。它们首先穿越波罗的海，在克里斯蒂安桑补给燃料，进而前往纽芬兰以东的北大西洋游弋，并计划最终抵达布雷斯特。从7月29日—8月3日和8月3—6日期间，该艇曾相继加入“海盗”和“施泰因布林克”狼群作战，但一无所获。8月6日当天，莱姆克在法韦尔角以南海域发现了盟军的SC-94号护航队。尽管大雾弥漫，为对方护航的加拿大驱逐舰阿希尼伯恩号同样通过雷达锁定了U-210号。加拿大人用其4.7英寸主炮开火，投下一系列设置为浅层的深水炸弹，并以最高速度冲向潜艇。驱逐舰的单发火炮击中了U-210号的其中一个潜水舱，对其潜航能力造成损害。莱姆克全速前进，试图躲进大雾中。但加拿大人并没有被摆脱，他们利用雷达在雾中追踪潜艇，逼近后用主炮又发射了几发炮弹。莱姆克疯狂机动，试图靠近驱逐舰，使其无法再将炮管降低到足够低的开火角度。与此同时，他的船员用甲板炮近距离还击。德国人的炮火造成驱逐舰上的一名船员死亡，炸伤了十三人，并烧毁了舰桥。但U-210号也被阿希尼伯恩号的三、四发炮弹命中。其中一发炮弹击中艇桥，将莱姆克和另外五名船员炸死，并摧毁了艇桥和司令塔。
随后，年仅22岁的U-210号值更官京特·格利希尽管胸部受伤，依然接管了这艘半沉没的潜艇的指挥权。绝望的他向阿希尼伯恩号发射了一枚鱼雷，但未能命中。与此同时，总工程师海因茨·佐贝尔试图将艇只潜入水中，但为时已晚。阿希尼伯恩号两度撞击U-210号并投下浅层深水炸弹，对该艇造成严重损坏。当大局已定，格利希命令他的船员凿沉U-210号并弃艇。他们打开潜水舱的通海阀，然后格利希、佐贝尔和35名船员通过鱼雷舱口爬到甲板上，跳入海中。一名无线电操作员按要求将两台恩尼格玛密码机扔到艇外。在阿希尼伯恩号首度通过雷达接触38分钟后，U-210号倾覆沉没，大致位于54°24′N 39°37′W / 54.400°N 39.617°W处。与此同时，英国轻型护卫舰石竹号抵达现场，协助阿希尼伯恩号将德国人从海裡救出。其中石竹号接载了27人，阿希尼伯恩号载有10人。在搜救过程中，阿希尼伯恩号舰长意识到自己的舰只受损严重，无法随船队继续前往不列颠群岛；于是他从石竹号上接走6名德国人，返回加拿大。石竹号则载着余下的21名德国战俘随船队继续前往不列颠群岛。

## 脚注
1. ↑  威廉生，第11頁.
2. ↑  加洛普，第74頁.
3. 1 2  Gröner 1991，第43–46頁.
4. ↑  加洛普，第72頁.
5. 1 2  . U-Boot-Archiv.   [2025-08-04].
6. 1 2 3  Helgason, Guðmundur. . German U-boats of WWII - uboat.net.   [2025-08-04].
7. ↑  Högel，第74頁.
8. ↑  Blair，第763頁.
9. ↑  Blair，第764頁.